# Rodo

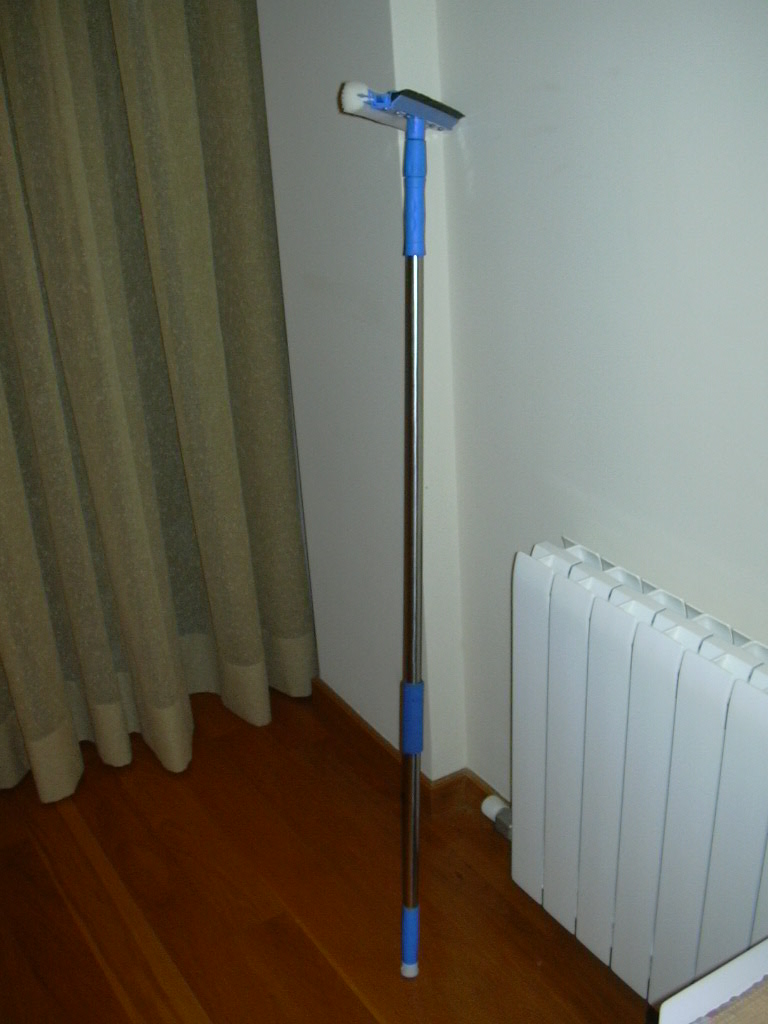
Um rodo vendido na Europa, dotado de cabo telescópico longo de alumínio e acabamento plástico.

Um rodo é uma ferramenta de limpeza composta de uma tira de borracha macia encaixada num gabarito de madeira, metal ou plástico usada para remover ou controlar o fluxo de um líquido numa superfície lisa. O rodo é usado sobretudo na limpeza e em tarefas de impressão (como o silk screen), sendo dotado de um cabo curto ou também de um cabo longo para a limpeza de pavimentos internos ou externos.
O rodo de cabo longo é bastante comum em tarefas de limpeza doméstica no Brasil, todavia é um item raro em toda a Europa, onde o uso da mopa ou esfregona (cabo longo dotado de uma série de tiras de pano na extremidade) é difundido. Acredita-se que este facto se deva ao tipo de pavimento mais difundido nas respectivas regiões: o pavimento mais utilizado em países tropicais (Brasil, Angola e Moçambique por exemplo), à base de cerâmica ou pedra, suporta melhor água que o piso de madeira utilizado em climas temperados.
Os rodos mais populares no Brasil, de baixo custo e muito comuns em supermercados, são feitos com o mesmo cabo de uma vassoura popular, uma madeira roliça revestida com uma fina capa de plástico, ou alumínio. Assim como as vassouras, a extremidade superior do cabo possui um gancho plástico para que o objeto possa ser pendurado.

## Galeria de imagens

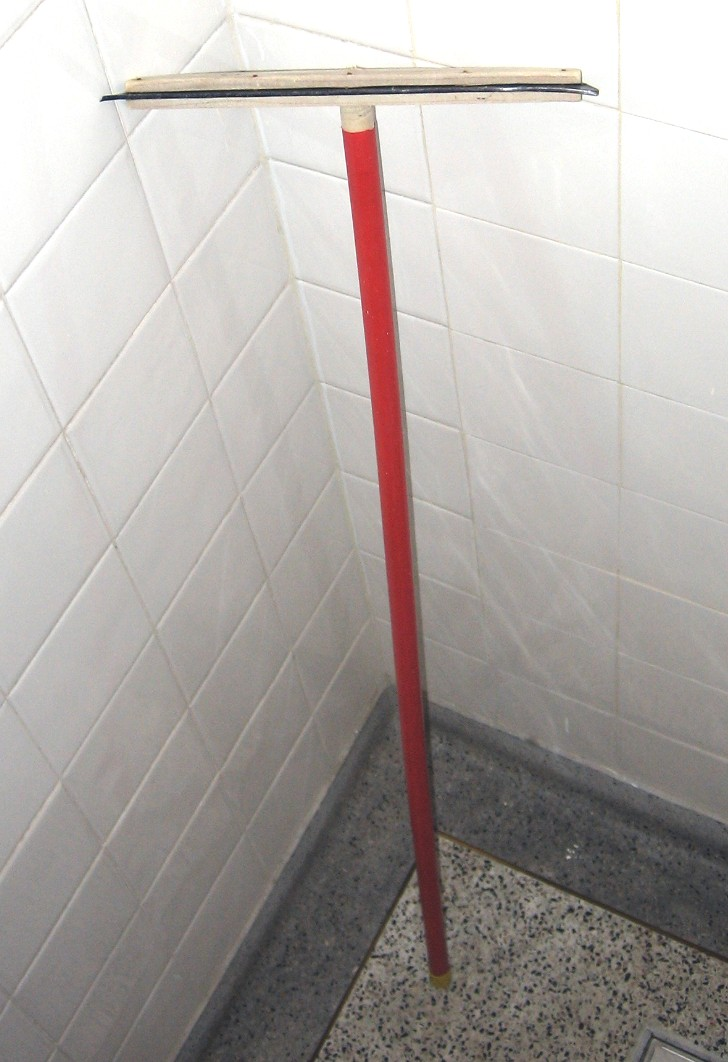
Um tipo de rodo muito popular no Brasil, com cabo e acabamento de madeira.
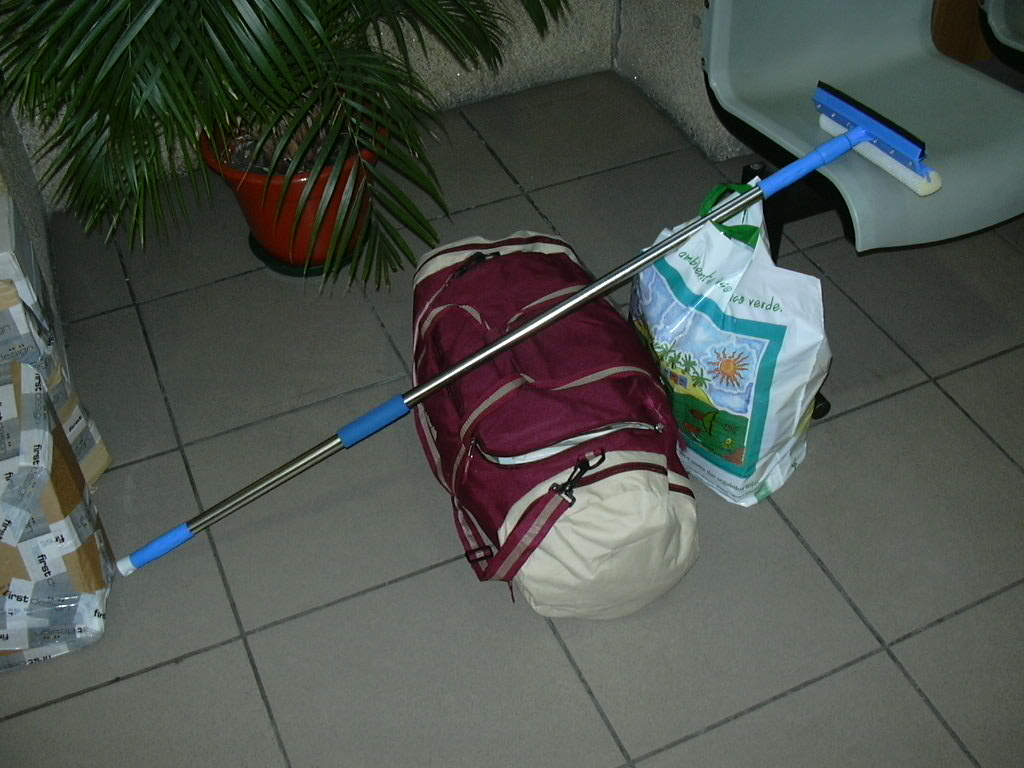
O mesmo rodo europeu da imagem em destaque visto de outro ângulo.
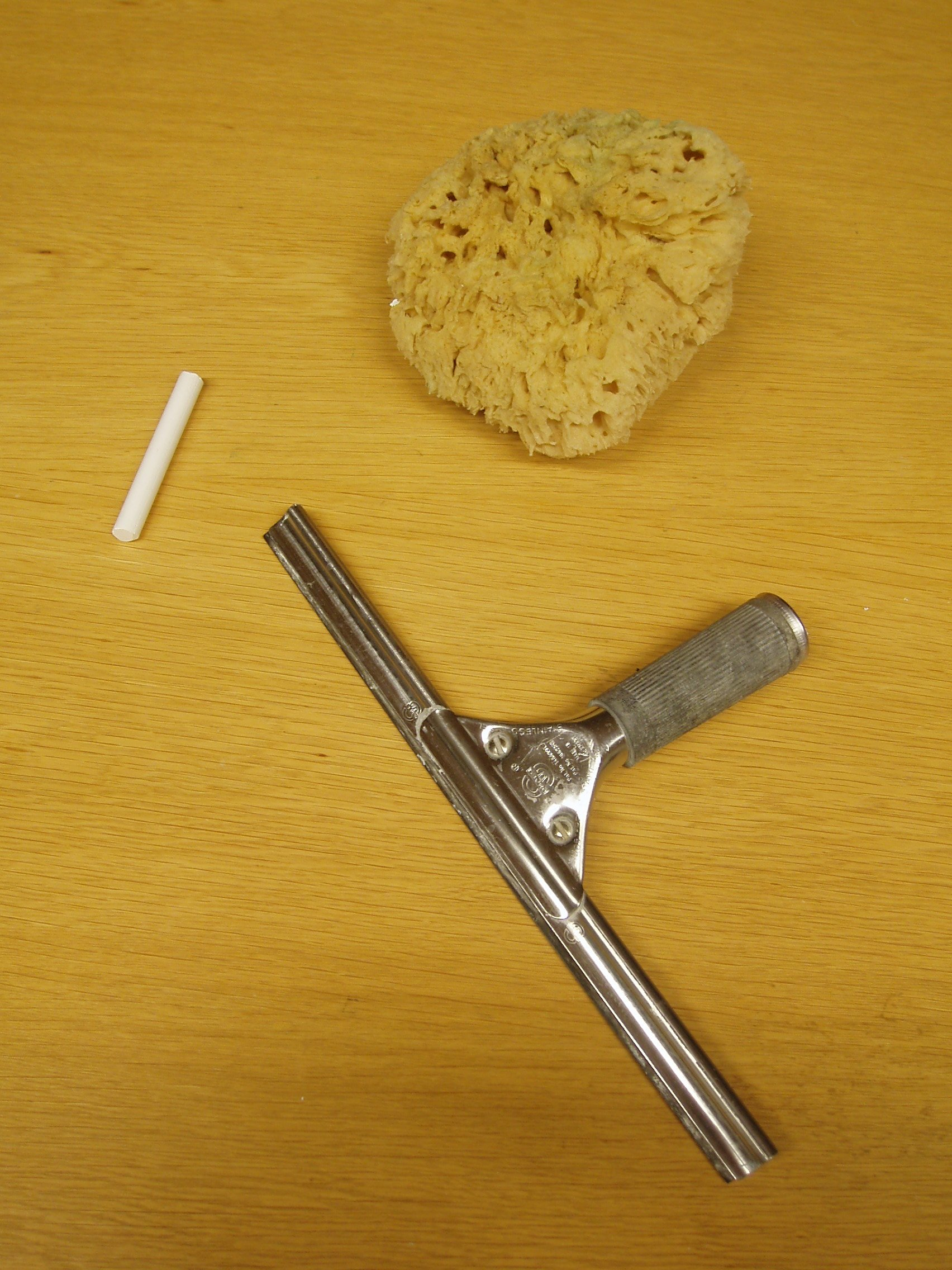
Um rodo de mão para a limpeza de vidros, com acabamento metálico. Este rodo possivelmente também permite que seja acoplado um cabo.
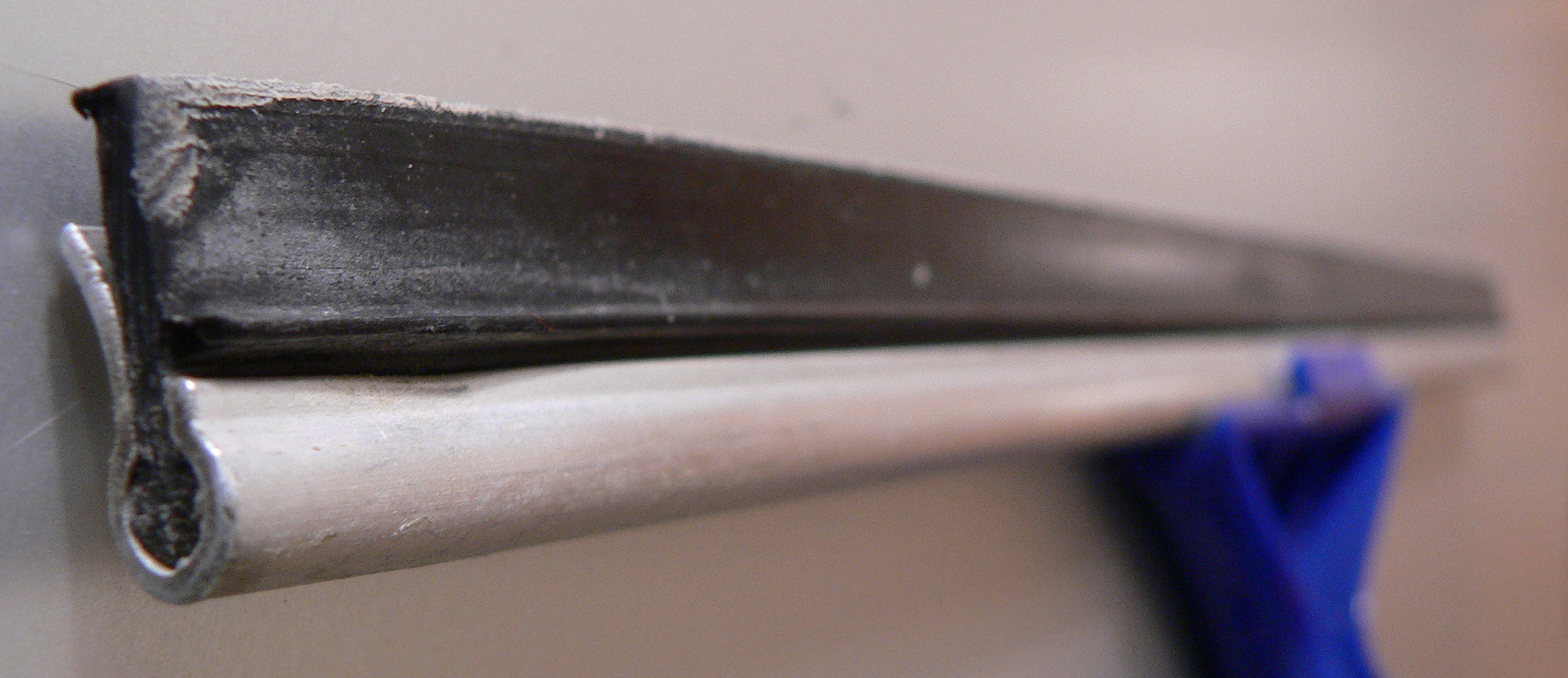
Aproximação da parte principal do rodo: a tira de borracha macia presa a uma parte firme de alumínio.